# Gregor Kocijančič
Gregor Kocijančič, nekoč znan pod umetniškim imenom Gregij Felis Catus, danes tudi Tsujigiri, slovenski glasbeni producent, pevec, glasbeni kritik in glasbeni novinar, * 6. marec 1992. Živi in deluje v Ljubljani.
Kocijančič je sin filozofa Gorazda Kocijančiča. Od leta 2011 je član elektronske glasbene zasedbe YGT (nekoč Your Gay Thoughts), od leta 2019 pa ustvarja tudi kot samostojni glasbenik pod imenom Tsujigiri. S skupino Matter je ustanovil projekt, v katerem sodelujejo člani Matter in on; projekt nosi ime Better.
Zaposlen je kot glasbeni novinar pri tedniku Mladina.

## Diskografija
Kot član YGT
- The Watercolors (2015)
- Sinking Ship (2018)

Kot član Better
- Testament ljubezni (2020)

Kot Tsujigiri
- Harakiri (2021)